# دجاجة الخلنج
دجاجة الخَلَنج (الاسم العلمي: Tympanuchus cupido cupido)، هي نويع منقرض من دجاجة البراري الكبرى (Tympanuchus cupido)، وهو طائر كبير القد في أمريكا الشمالية من فصيلة الطيهوج. انقرض في عام 1932.
عاشت دجاجات الخلنج في الأراضي الخلنج القمئية القاحلة في أمريكا الشمالية الساحلية من أقصى جنوب نيوهامبشير إلى شمال فيرجينيا في العصور التاريخية. استوطنت النويعات الأخرى من دجاج البراري سهوب البراري من تكساس شمالًا إلى إنديانا وداكوتا (وفي وقت سابق في منتصف جنوب كندا).
كانت دجاجات الخلنج شائعة للغاية في موطنها خلال الحقبة الاستعمارية؛ وبسبب هذا، إلى جانب كونها طائرًا شرسًا، فقد أُصطيدت من قبل المستوطنين على نطاق واسع للحصول على لحومها. يُعتقد أن عشاء عيد الشكر الأول للحجاج كان يضم دجاجات الخلنج وليس الدِّيَكة الرومية البرية. بحلول أواخر القرن الثامن عشر، اشتهرت دجاجة الخلنج بأنها غذاء زهيد لكونها رخيصة ووفيرة؛ في وقت سابق إلى حد ما، ذكر توماس إل.وينثروب أنهم كانوا يعيشون في بوسطن كومون (على الأرجح عندما كانت لا تزال تستعمل لرعي الأبقار والأنشطة الزراعية الأخرى)، وأن الخدم كانوا يتفاوضون أحيانًا مع صاحب العمل جديد لحصولهم على صفقة لا تتضمن طعام يتضمن دجاج الخلنج أكثر من يومين أو ثلاثة في الأسبوع.